# Política da Finlândia
A Finlândia é uma república parlamentar. O chefe de Estado é o Presidente da República, eleito por um período de seis anos e podendo ser eleito por dois mandatos consecutivos. O poder executivo reside no governo, chefiado por um primeiro-ministro escolhido pelo parlamento de 200 membros, e composto por ministros distribuídos por vários cargos, e por um membro ex-ofício, o Chanceler de Justiça.
O atual Presidente da República, Sr. Sauli Niinistö, foi eleito, em fevereiro de 2012. Como presidente é responsável pela política externa e é ainda o comandante-em-chefe das forças armadas.

## Eleições

### Eleições presidenciais

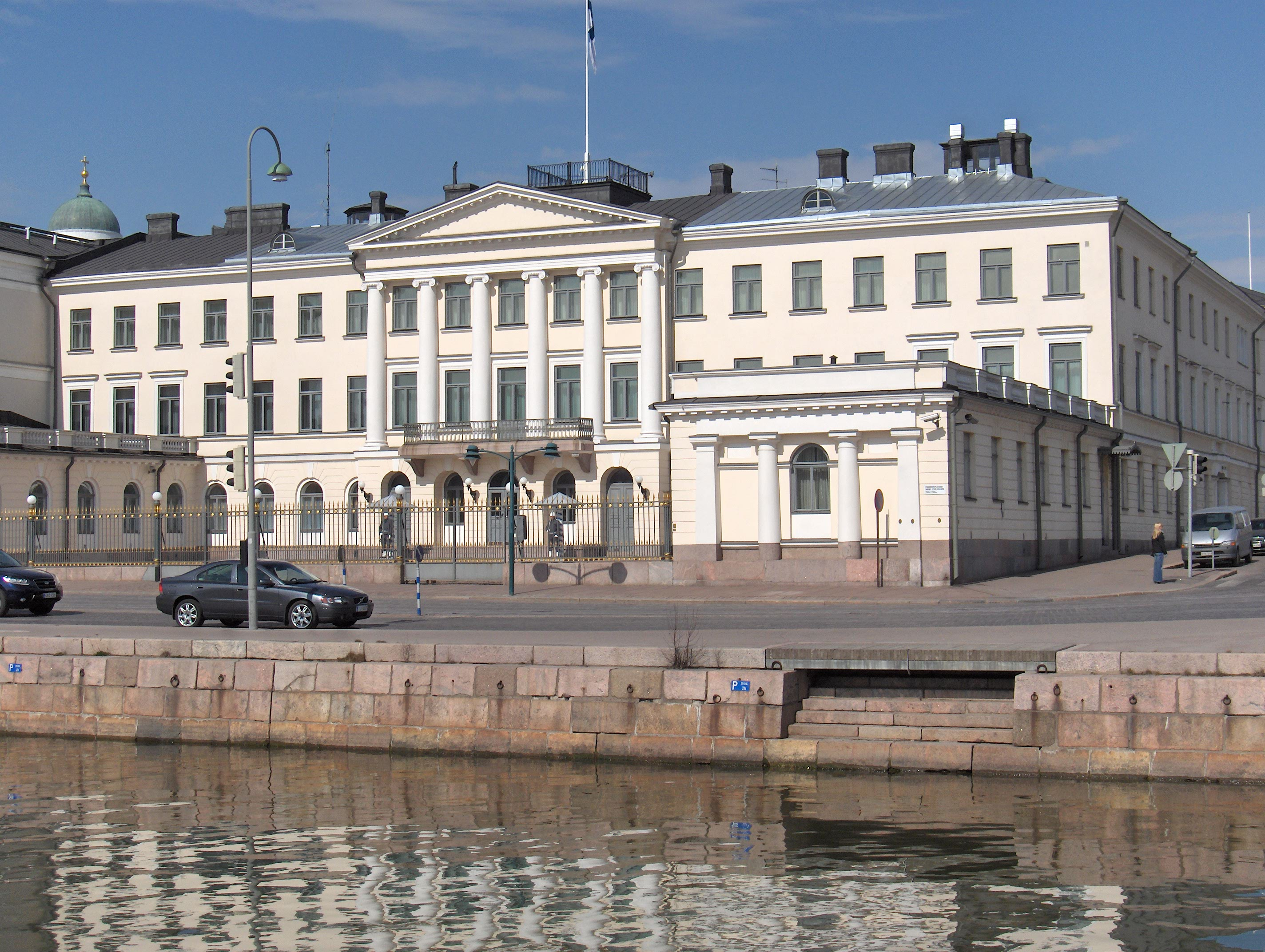
Palácio Presidencial de Helsinki.

De acordo com a Constituição finlandesa de 1919, o presidente é eleito pelo voto popular para um período de 6 anos, com possibilidade de releição. As eleições para Presidente são feitas por voto secreto com um sufrágio universal e igual. Se nenhum dos candidatos obtiver maioria absoluta no primeiro turno da votação, um segundo turno entre os dois candidatos é organizado agora com mais votos no primeiro. A próxima eleição presidencial esta programada para acontecer em 2024. O novo presidente eleito, assumirá o cargo até 2030.

### Eleições legislativas

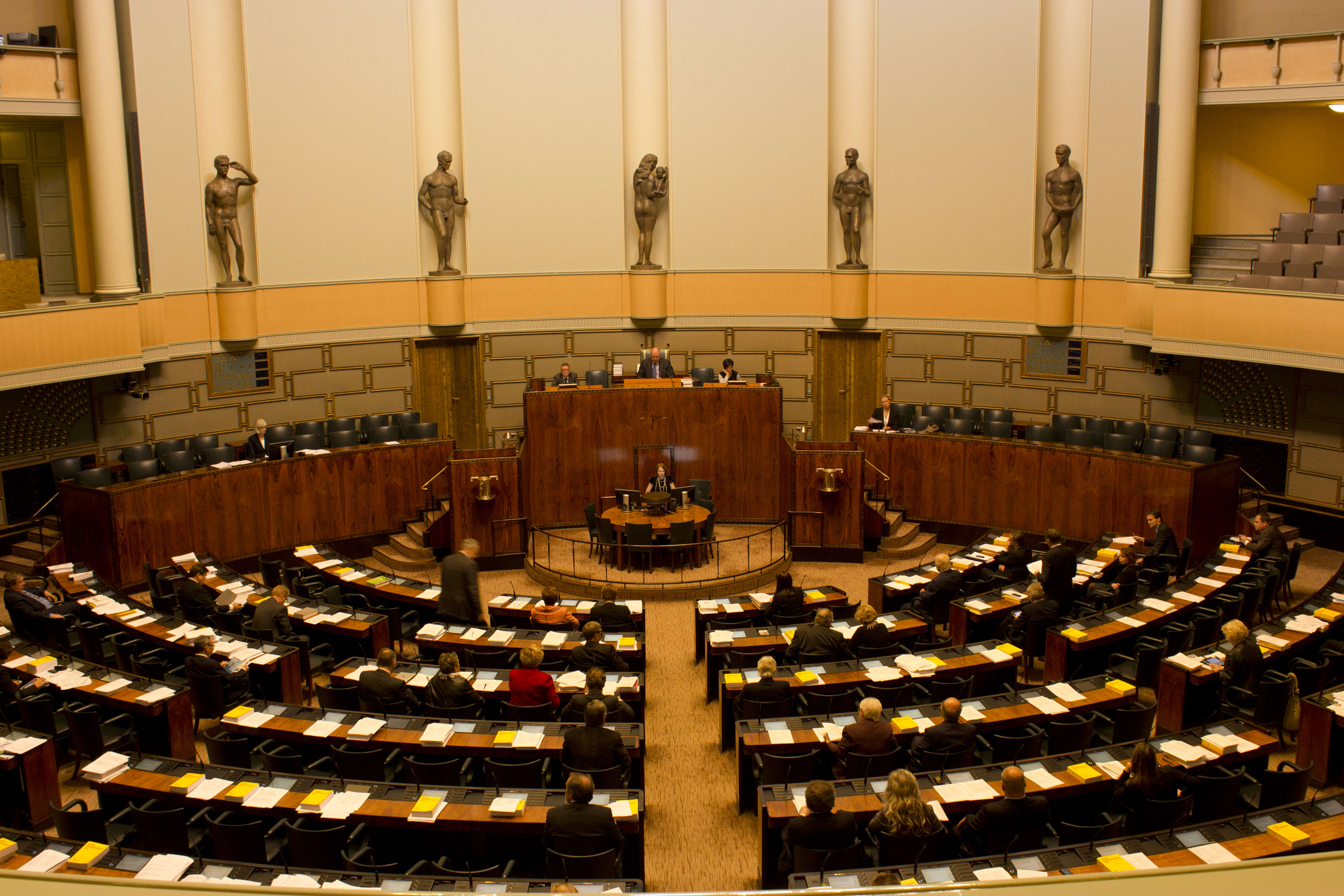
Parlamento da Finlândia.

Os 200 membros do Parlamento são eleitos por sufrágio universal a cada quatro anos, sendo que todos os cidadãos finlandeses com mais de 18 anos têm direito de voto num dos 13 distritos eleitorais existentes. Tradicionalmente, a Finlândia tem uma percentagem de abstenção superior aos outros países nórdicos.

### Eleições municipais

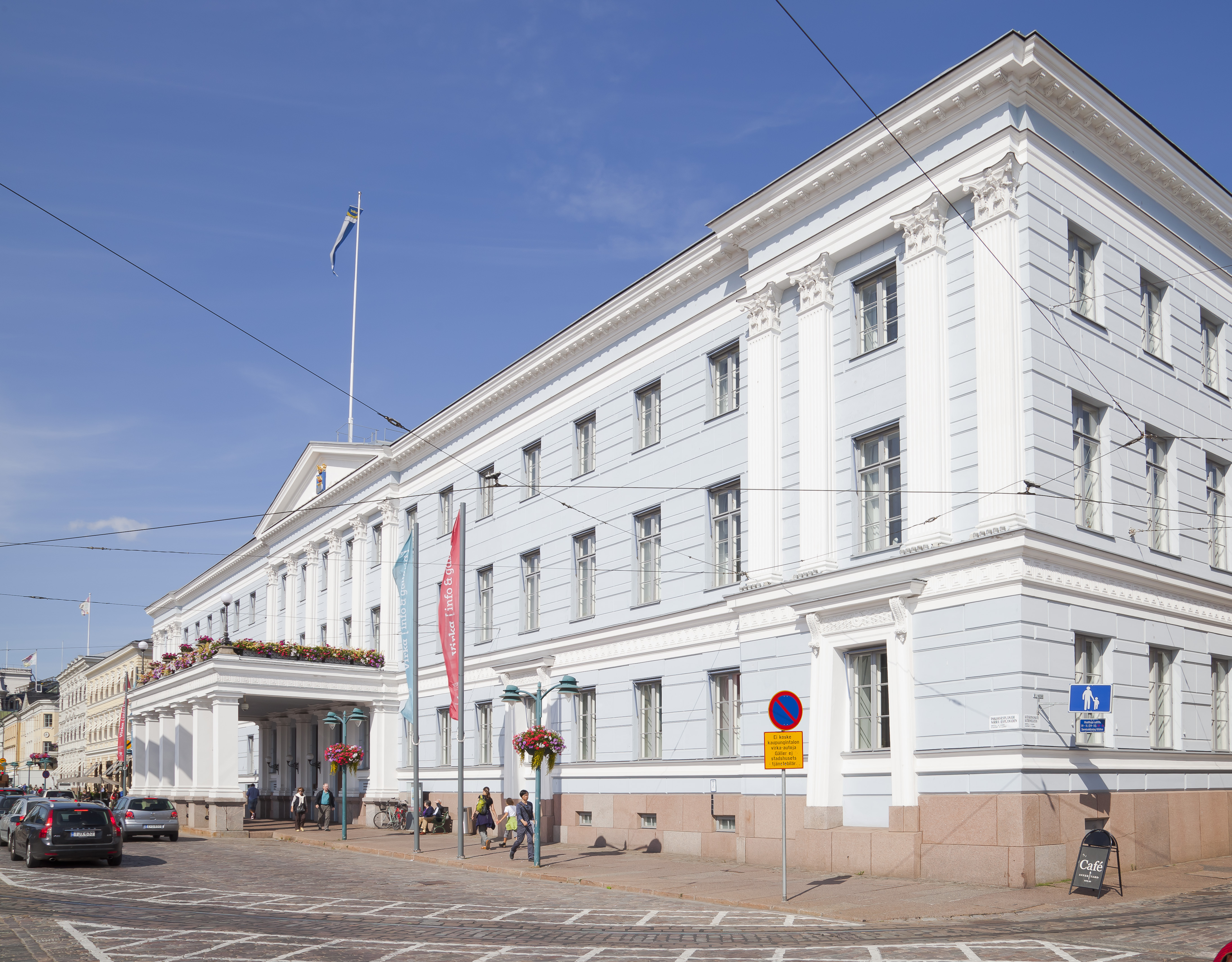
Prefeitura de Helsinki

Nas eleições municipais finlandesas, são eleitos deputados municipais/vereadores para as 336 assembleias municipais/câmaras municipais do país. Estas eleições têm lugar de quatro em quatro anos.

## Partidos políticos
| Partido                                                                                        | Ideologia                             |
| ---------------------------------------------------------------------------------------------- | ------------------------------------- |
| Partido do Centro Suomen Keskusta Centern i Finland                                            | Centrismo Liberalismo Agrarianismo    |
| Partido da Coligação Nacional Kansallinen Kokoomus Samlingspartiet                             | Conservadorismo                       |
| Partido dos Finlandeses Perussuomalaiset Sannfinländarna                                       | Nacionalismo Conservadorismo liberal  |
| Partido Social-Democrata Suomen Sosialidemokraattinen Puolue Finlands Socialdemokratiska Parti | Socialismo democrático                |
| Aliança dos Verdes Vihreä liitto Gröna förbundet                                               | Ecologismo                            |
| Aliança de Esquerda Vasemmistoliitto Vänsterförbundet                                          | Socialismo democrático Ecossocialismo |
| Partido Popular Sueco da Finlândia Svenska folkpartiet Ruotsalainen kansanpuolue               | Liberalismo Minoria sueca             |
| Partido Democrata-Cristão Kristillisdemokraatit Kristdemokraterna                              | Democracia cristã                     |

## Poder judiciário

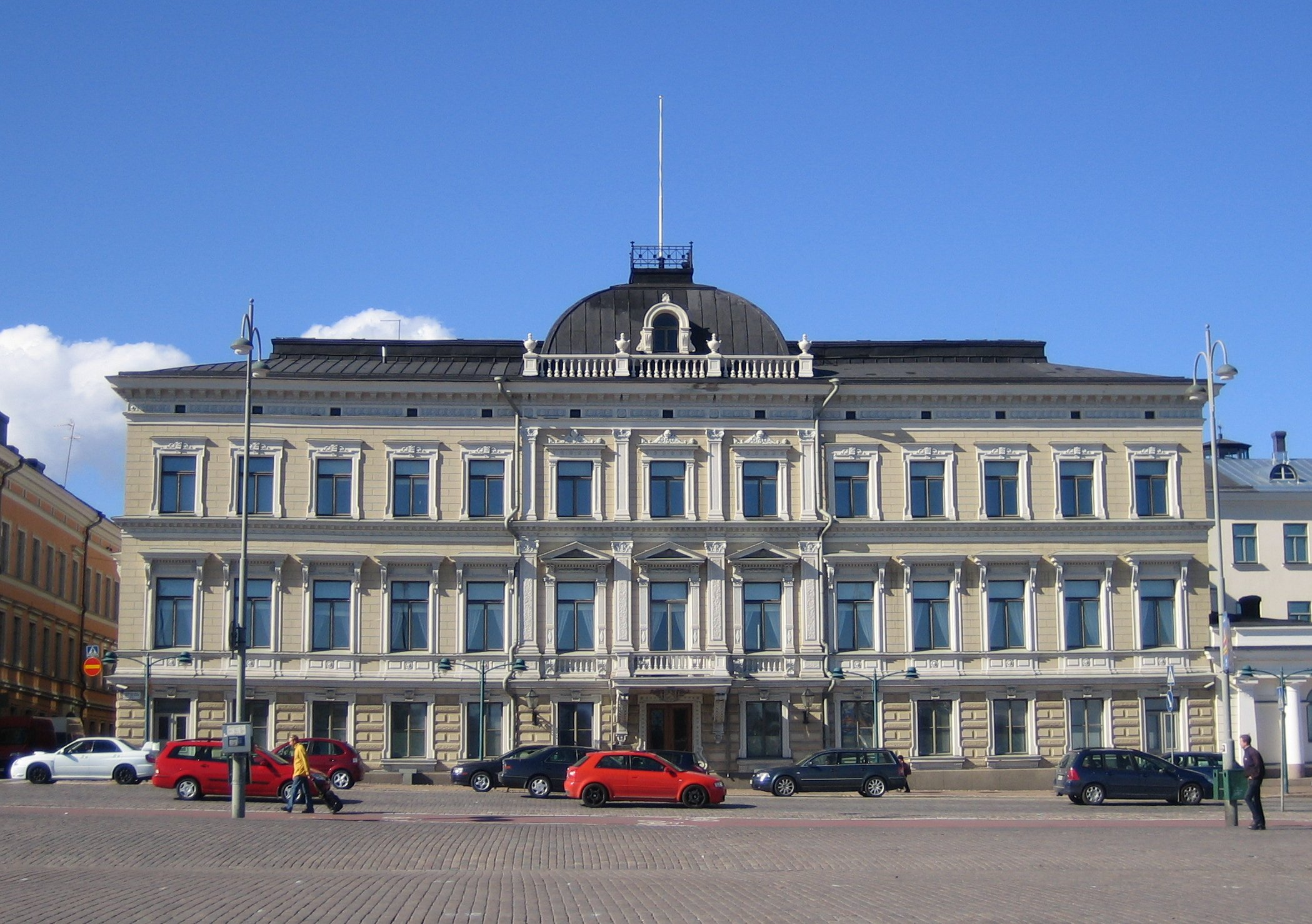
Suprema Corte da Finlândia.

O poder judiciário é baseado na lei sueca, com o judiciário exercendo poderes limitados, o sistema possui três níveis: cortes locais, cortes regionais de apelação e a Suprema Corte.